# US Open 2023 - Doppio maschile in carrozzina
Il doppio maschile in carrozzina del torneo di tennis professionistico US Open 2023, facente parte della categoria Grande Slam, si è giocato dal 6 al 9 settembre 2023 allo USTA Billie Jean King National Tennis Center, a New York negli Stati Uniti.
Martin de la Puente e Nicolas Peifer erano i campioni in carica. Peifer non ha partecipato a questa edizione del torneo, mentre De la Puente ha partecipato in coppia con Gustavo Fernández, perdendo ai quarti di finale contro Takuya Miki e Tokito Oda.
Stéphane Houdet e Takashi Sanada hanno sconfitto in finale Takuya Miki e Tokito Oda  con il punteggio di 6–4, 6–4.

## Teste di serie
1.    Alfie Hewett /  Gordon Reid (semifinale)
  2.    Martin De La Puente /  Gustavo Fernández (quarti di finale)

## Tabellone

### Legenda
| - Q = Qualificato - WC = Wild card - LL = Lucky loser | - ALT = Alternate - SE = Special Exempt - PR = Protected Ranking | - w/o = Walkover - r = Ritirato - d = Squalificato |

|  | Quarti di finale | Quarti di finale                      | Quarti di finale                      | Quarti di finale | Quarti di finale |  |  | Semifinali | Semifinali                       | Semifinali                       | Semifinali             | Semifinali             |   |   | Finale | Finale                         | Finale                         | Finale | Finale |  |
|  |                  |                                       |                                       |                  |                  |  |  |            |                                  |                                  |                        |                        |   |   |        |                                |                                |        |        |  |
|  | 1                | Alfie Hewett Gordon Reid              | Alfie Hewett Gordon Reid              | 7                | 6                |  |  |            |                                  |                                  |                        |                        |   |   |        |                                |                                |        |        |  |
|  |                  | Joachim Gérard Maikel Scheffers       | Joachim Gérard Maikel Scheffers       | 5                | 3                |  |  | 1          | Alfie Hewett Gordon Reid         | Alfie Hewett Gordon Reid         | 5                      | 68                     |   |   |        |                                |                                |        |        |  |
|  |                  | Tom Egberink Ruben Spaargaren         | 1                                     | 7                | [7]              |  |  |            | Stéphane Houdet Takashi Sanada   | Stéphane Houdet Takashi Sanada   | 7                      | 7                      |   |   |        |                                |                                |        |        |  |
|  |                  | Stéphane Houdet Takashi Sanada        | 6                                     | 61               | [10]             |  |  |            |                                  |                                  |                        |                        |   |   |        | Stéphane Houdet Takashi Sanada | Stéphane Houdet Takashi Sanada | 6      | 6      |  |
|  |                  | Alexander Cataldo Casey Ratzlaff      | Alexander Cataldo Casey Ratzlaff      | 6                | 7                |  |  |            |                                  |                                  | Takuya Miki Tokito Oda | Takuya Miki Tokito Oda | 4 | 4 |        |                                |                                |        |        |  |
|  |                  | Daisuke Arai Conner Stroud            | Daisuke Arai Conner Stroud            | 2                | 5                |  |  |            | Alexander Cataldo Casey Ratzlaff | Alexander Cataldo Casey Ratzlaff | 2                      | 0                      |   |   |        |                                |                                |        |        |  |
|  |                  | Takuya Miki Tokito Oda                | Takuya Miki Tokito Oda                | 7                | 6                |  |  |            | Takuya Miki Tokito Oda           | Takuya Miki Tokito Oda           | 6                      | 6                      |   |   |        |                                |                                |        |        |  |
|  | 2                | Martín de la Puente Gustavo Fernández | Martín de la Puente Gustavo Fernández | 63               | 4                |  |  |            |                                  |                                  |                        |                        |   |   |        |                                |                                |        |        |  |